# Сербіа-да-лас-Ґаррігас
Сербіа-да-лас-Ґаррігас (Cervià de les Garrigues) — село в Іспанії, у складі автономної спільноти Каталонія, провінція Леріда.